# Il bravo

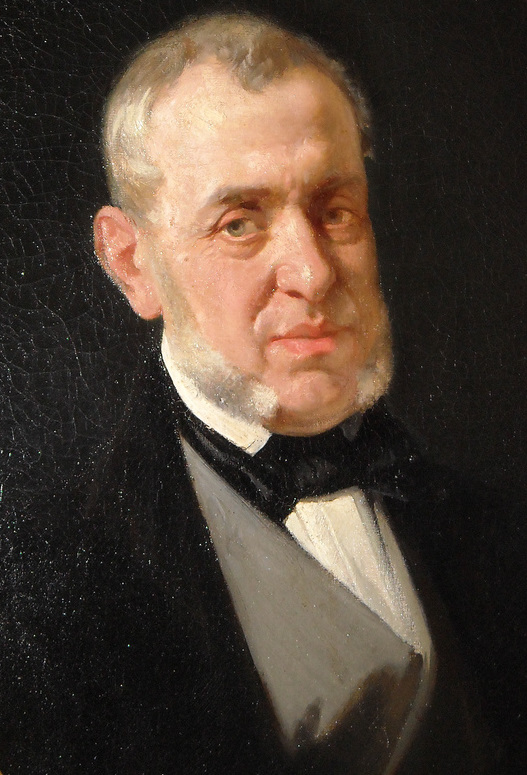
Saverio Mercadante

Il bravo, ossia La Veneziana (Bravo, eller Venetianskan) är en opera i tre akter med musik av Saverio Mercadante och libretto av Gaetano Rossi och Marcelliano Marcello efter Auguste Anicet-Bourgeois pjäs La Vénitienne och James Fenimore Coopers roman The Bravo (1813).

## Historia
Operan hade premiär den 9 mars 1839 på Teatro alla Scala i Milano.

## Personer
- Carlo ("Il bravo"), en inhyrd lönnmördare (tenor)
- Violetta, en föräldralös flicka från Genua (sopran)
- Teodora, en mystisk venetianska (sopran)
- Pisani, en bannlyst venetiansk borgare (tenor)
- Foscari, en venetiansk borgare (baryton)
- Capello, en venetiansk borgare (tenor)
- Michelina, Teodoras kammarjungfru (sopran)
- Marco, Teodoras gondoljär (bas)
- Luigi, Foscaris tjänare (bas)
- En budbärare (tenor)